# Moccus
Moccus è un epiteto del dio Mercurio, che compare su un'iscrizione di Langres (Civitas Lingonum), antico capoluogo dei Galli Lingoni.
Si tratta di uno dei 35 epiteti gallici di Mercurio attestati nelle iscrizioni. Mercurio era identificato con il dio celtico Lúg. Cesare riporta come Mercurio fosse la principale divinità dei Galli.
Il termine celtico moccos ha il significato di "maiale" o "cinghiale", il quale rappresentava per le popolazioni celtiche un simbolo guerriero, non privo di significato religioso, e insieme all'orso era considerato inoltre simbolo di regalità. L'epiteto è stato interpretato come riferito al dio in quanto protettore dei cinghiali.
Come possibile epiteto compare inoltre su un'iscrizione a Tincus Moccus incisa sulla roccia sulla via romana per il Passo del Sempione, presso Crevola d'Ossola, interpretata come dedica di ringraziamento per il superamento del passo alpino al dio locale Tincus, identificato con il dio Teutatis dei Leponzi.